# Liste der Monuments historiques in Mogneville
Die Liste der Monuments historiques in Mogneville führt die Monuments historiques in der französischen Gemeinde Mogneville auf.

## Liste der Bauwerke
| Bezeichnung     | Beschreibung              | Standort | Kennzeichnung | Schutzstatus | Datum | Bild           |
| --------------- | ------------------------- | -------- | ------------- | ------------ | ----- | -------------- |
| Kirche St-Denis | Erbaut im 12. Jahrhundert | (Lage)   | PA00114748    | Classé       | 1937  | weitere Bilder |

## Liste der Objekte
| Bezeichnung                                                                          | Beschreibung                                 | Standort                      | Kennzeichnung | Schutzstatus | Datum | Bild           |
| ------------------------------------------------------------------------------------ | -------------------------------------------- | ----------------------------- | ------------- | ------------ | ----- | -------------- |
| Weihwasserbecken                                                                     | Kalkstein, erste Hälfte des 12. Jahrhunderts | in der Kirche St-Denis (Lage) | PM60001072    | Classé       | 1912  | weitere Bilder |
| Taufbecken                                                                           | Kalkstein, erste Hälfte des 12. Jahrhunderts | in der Kirche St-Denis (Lage) | PM60001071    | Classé       | 1908  | weitere Bilder |
| Zwei Wandmalereien: Adler des Evangelisten Johannes und Stier des Evangelisten Lukas | 14. Jahrhundert                              | in der Kirche St-Denis (Lage) | PM60001073    | Classé       | 1912  |                |
| Skulptur Pietà                                                                       | Holz, um 1500                                | in der Kirche St-Denis (Lage) | PM60004785    | Inscrit      | 2006  |                |